# Мада-Пангга
Ма́да-Па́нгга (індонез. Mada Pangga) — один з 18 районів округу Біма провінції Західна Південно-Східна Нуса у складі Індонезії. Розташований у західній частині. Адміністративний центр — село Монгго.
Населення — 27632 особи (2013; 27554 в 2012, 27385 в 2010).

## Адміністративний поділ
До складу району входять 11 сіл:
| Населений пункт | Населення, осіб (2010) |
| --------------- | ---------------------- |
| Боло, село      | 3151                   |
| Воро, село      | 3797                   |
| Дена, село      | 3917                   |
| Мада-Вау, село  | 649                    |
| Монгго, село    | 4694                   |
| Мпурі, село     | 1936                   |
| Ндано, село     | 1311                   |
| Раде, село      | 2994                   |
| Тонда, село     | 2180                   |
| Упт-Мпурі, село | 14                     |
| Чампа, село     | 2742                   |